# 백문초등학교
백문초등학교(白門初等學校)는 대한민국 구리시 교문동에 있는 공립 초등학교이다.

## 연혁
- 1994년 3월 1일 : 백문초등학교 개교(7학급), 초대 김용택 교장 취임
- 1994년 9월 1일 : 26학급 편성
- 1995년 2월 16일 : 제 1회 졸업식(101명)
- 1995년 11월 2일 : 군 지정 교육과정시범학교 보고회
- 1996년 3월 1일 : 제 2대 김재기 교장 취임
- 1997년 10월 24일 : 교육부 지정 인성교육 자율시범학교 운영 보고회
- 1997년 12월 8일 : 학교 급식 실시
- 1998년 8월 14일 : 도시가스 난방시설 설치
- 2000년 9월 1일 : 제 3대 홍상호 교장 취임
- 2001년 11월 21일 : 학예발표회 및 작품전시회, 체육관 준공
- 2003년 3월 1일 : 제 4대 임긍호 교장 취임
- 2003년 10월 1일 : 전교실 에어컨 설치(62교실)
- 2004년 2월 27일 : 꿈나무 도서관 개관, 종합학습실 개관
- 2004년 8월 30일 : 영어학습실 개관
- 2004년 10월 15일 : 학교보건환경 우수교 표창
- 2004년 10월 21일 : 으뜸 금연학교 수상
- 2004년 12월 10일 : 남양주교육청 학교교육평가 최우수
- 2004년 12월 21일 : 내고장바로알기 최우수 학교 수상
- 2005년 1월 4일 : 기본이 바로선 우수학교 표창
- 2005년 8월 30일 : 과학관 개축(해양관, 우주관)
- 2006년 8월 30일 : 컴퓨터실 리모델링(2교실)
- 2007년 8월 31일 : 교실 출입문 및 신발장 교체
- 2008년 9월 1일 : 제 5대 서현택 교장 취임
- 2009년 3월 12일 : 꿈나무 안심학교 운영, 교실칠판교체 및 엘리베이터 설치, 컴퓨터실(3실)
- 2011년 3월 1일 : 구리혁신교육지구 선정
- 2011년 12월 1일 : 저녁돌봄교실, 음악실, 상담실 리모델링
- 2013년 3월 1일 : 급식실 리모델링
- 2013년 3월 2일 : 주 5일제 시행
- 2013년 9월 1일 : 제 6대 김종화 교장 취임
- 2015년 2월 13일 : 제 21회 졸업장 수여식(219명), 총 6803명

## 인접한 학교
- 교문중학교

## 동문
트와이스 지효